# Fountain Glacier
Fountain Glacier är en glaciär i Antarktis. Den ligger i Östantarktis. Nya Zeeland gör anspråk på området. Fountain Glacier ligger 1 360 meter över havet.
Terrängen runt Fountain Glacier är kuperad åt nordost, men åt sydväst är den bergig. Terrängen runt Fountain Glacier sluttar söderut. Trakten är obefolkad. Det finns inga samhällen i närheten. 